# Adenogramma physocalyx
Adenogramma physocalyx är en kransörtsväxtart som beskrevs av Edward Fenzl. Adenogramma physocalyx ingår i släktet Adenogramma och familjen kransörtsväxter. Inga underarter finns listade i Catalogue of Life.